# Моїсєєва Ольга Миколаївна
О́льга Микола́ївна Моїсєєва (рос. О́льга Никола́евна Моисе́ева; 25 грудня 1928, Ленінград — 24 червня 2021) — російська та радянська балерина, балетмейстер-репетитор Маріїнського театру. Народна артистка СРСР (1983).

## Життєпис
Закінчила Ленінградське хореографічне училище, учениця Агріппіни Ваганової. У 1947—1973 роках танцювала на сцені Ленінградського театру опери та балету ім. С. М. Кірова (Маріїнський театр).
З 1972 — репетитор тетра імені Кірова, з 1987 веде уроки класичного танцю. Веде викладацьку діяльність. Викладала в Единбурзі (1990), Берліні (1991). Наяскравіші зі створених образів — Кітри в «Дон Кіхоті», Егіни в «Спартаку», Нікії в «Баядерці».
Балерина знімалася в телефільмі-концерті «Хореографічні мініатюри» (1960). Її творчості присвячений телефільм-концерт «Танцює Ольга Моісеєва» (1971).
27 лютого 2008 року нагороджена Орденом Дружби Російської Федерації.